# Флаг Бендер
Флаг Бендер — официальный символ города Бендеры, утверждённый в сентябре 2003 года на сессии городского Совета Народных депутатов.
Флаг города, горизонтальный биколор, повторяет цвета и рисунок герба, который является точной копией герба города времён Российской империи. Он разделён на два поля:
- в верхнем, золотом, двуглавый орёл, со щитом на груди, украшенный золотой короной. Орел держит в обеих лапах молнии, пламя которых обращено вниз. На щите в красном поле изображён Святой Великомученик Георгий Победоносец, сидящий на белом коне и поражающий копьем змея;
- в нижнем, чёрном поле, изображён лежащий лев, в память о сложном положении шведского короля Карла XII после Полтавской битвы.